# Confederación Ndwandwe

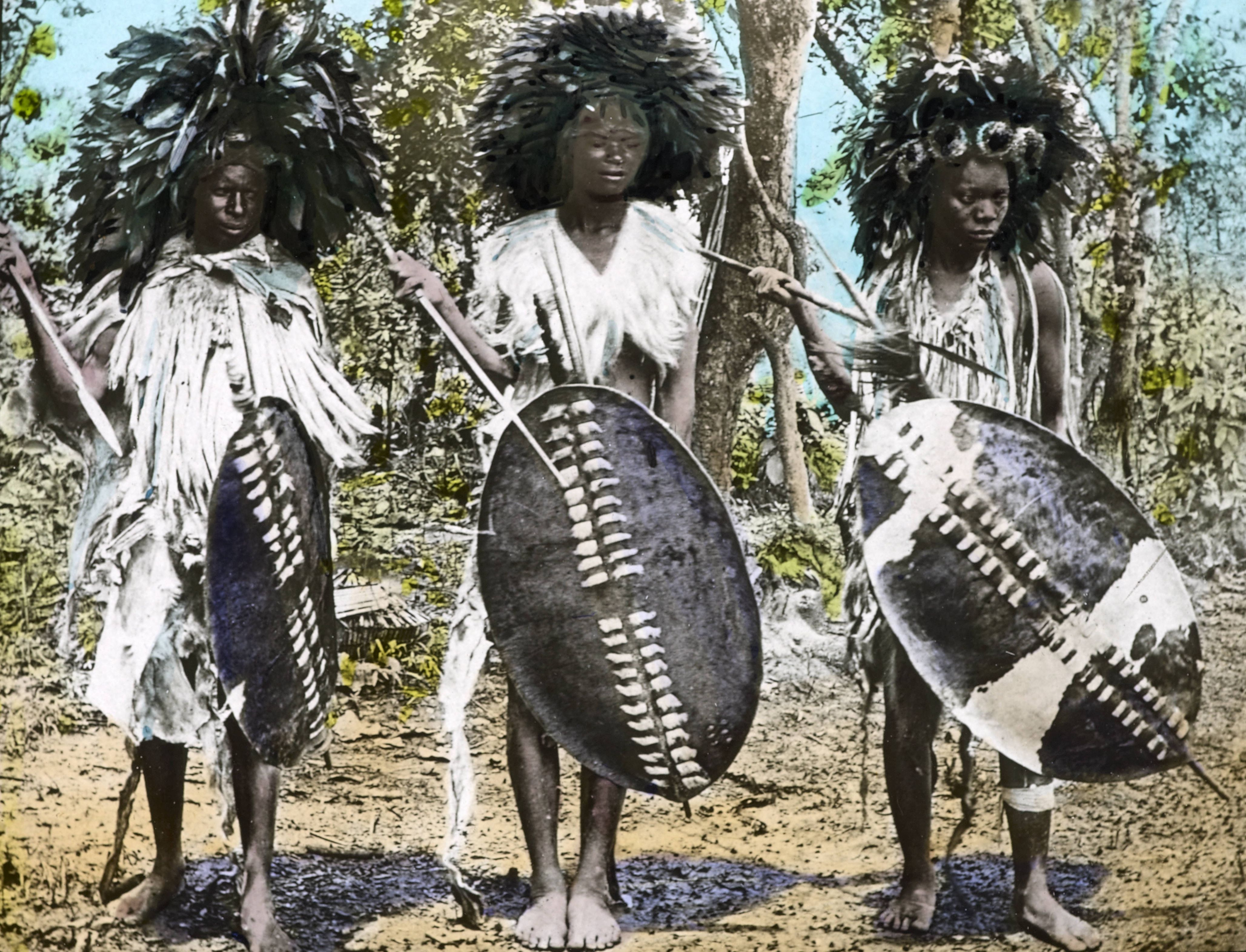
Pueblo nguni

La Confederación Ndwandwe fue una de las primeras agrupaciones de jefaturas ngunis con objetivos de defensa y expansión territorial. Se constituyó a finales del siglo XVIII cuando el incremento del comercio en la bahía de Maputo  con los europeos y los estadouidenses generó conflictos entre los diversos reinos y jefaturas locales. Todos competían por expandir sus tierras de cultivos y pastoreo ante una crecida presión demográfica en los territorios norte de los ngunis. También deseaban controlar el tráfico de mercancías y las rutas de comercio a la bahía de Maputo. En ese contexto y tras varios años de expansión, la hegemonía de la Confederación Ndwandwe en la región llegó en 1790 con el jefe Zwidé. Se le atribuye a este líder una militarización de la estructura política que tomó en cuenta para su configuración las tradiciones ngunis como los ritos de iniciación, los matrimonios mixtos entre las comunidades y las ceremonias de vasallaje.
Otra confederación de ngunis, conocida como Mthethwa se convertirá en su principal rival. Combatirán contra Zwidé y en 1820 los hostigamientos de la nación zulú fundada por Shaka (mthethwa), obligará a la disolución y disgregación de la confederación de los ndwandwes.
Durante su vigencia la economía ndwandwe se basó en una agricultura de subsistencia alimenaria, los cultivos de maíz introdroducidos por los europeos y la ganadería.

## Historia

### Origen
Antes de la unificación que daría lugar a la Confederación Ndwandwe el núcleo mayor de comunidades ngunis pertenecían en su mayoría al pueblo embo y estaban establecidas en Ema-Gudu, al sur del valle del río Pongolo. La unificación de sus  jefaturas fue un proceso de conquista y asimilación donde bajo el mando del jefe Zwdé impusieron su poder a otras comunidades embo, dlamini, ngwane, hlubi, khumalo, y otras menores.

### Expansión
La Confederación Ndwandwe se impuso a un número cada vez mayor de estados pequeños. Bajo el reinado de Langa II y su hijo Zwidé, las fronteras de sus dominios se extendían al norte hasta las orillas del Pongolo y al sur hasta el valle del Negro Mfolozi; al oeste llegaron a los accesos al bosque de Ngome y, al este, a la bahía de Santa Lucía, en el océano Índico.
De las migraciones, anexiones y diversas incorporaciones que de estas luchas, se formarían tres grupos poderosos que dominarían la región. El primero, el de los ngwane-dlamini (swazis) comandados por Sobhuza, que se establecieron a orillas del Pongolo. El Pongolo, el Mfolozi y el Océano Índico delimitaban el territorio del segundo gran grupo, la Confederación Ndwandwe. Al oeste de este último había cacicazgos menos poderosos como los khumalo. El tercer gran grupo, la confederación Mthethwa, bajo la autoridad de Dingiswayo, ocupaba aproximadamente el triángulo entre el océano Índico y los tramos inferiores de los ríos Mfolozi y Mhlatuze.
Cuando la confederación se solidificó y prosperó, los seguidores de Zwidé tomaron el nombre de Ndwandwe, para distinguirse de otros nguni-embo, entre los cuales algunos se habían asentado en la orilla norte del Pongolo, y otros, al oeste de la jefatura de ndwandwe.

### Diplomacia
Zwidé también recurrió a matrimonios concertados para fortalecer las relaciones con ciertos estados de la región o hacerlas menos agresivas. Así ofreció la mano de su hermana Ntombazana al rey Mthethwa Dingiswayo de los mthethwa.
Por la misma razón pudo aceptar que una de sus hijas, Thandile, se casara con Sobhuza, rey de los ngwane (swazi), quien la llamaba Lazidze, la hija de Zwidé. Sin embargo estas políticas de matrimonios diplomáticos tenían un límite, cuando Sobhuza quiso hacer valer su derecho a utilizar el valle de Pongolo, Zwidé atacó la capital de Sobhuza, en la frontera sur de la actual Suazilandia. El ejército ndwandwe ganó y expulsó a los partidarios de Sobhuza del valle de Pongolo, empujándolos hacia el norte. Fue allí, en medio del macizo montañoso, hoy situado en el territorio de Suazilandia, donde Sobhuza (también conocido con el nombre de Somhlolo) construyó las bases de la nación suazi.

### Guerra de confederaciones ndwndwe – mthenthwa
El aumento del comercio portuario inundó de mercancías exóticas la región nguni. Esto estimuló tanto la expansión territorial como la centralización política que estaban teniendo lugar en ese momento. Desde el siglo XVI algunos reinos como los hlubi y los ngwane ya comerciaban con los portugueses a través de intermediarios tonga. De hecho, tras su ascensión al trono de la Confederación Mthethwa, el jefe Dingiswayo creó una ruta comercial de marfil con la bahía Maputo, conquistando entonces a varios clanes para abrir el acceso al puerto del Océano Índico. Dingiswayo habría sido imitado por los jefes Zwidé y Sobhuza, quienes también intentaron una apertura a lo largo del Pongolo, para establecer una ruta comercial con la bahía de Maputo.
La expulsión de los ngwane-dlamini del valle de Pongolo enfrentó, en el país nguni del norte, a dos reyes y a su pueblo: Zwidè, de los ndwandwe, y Dingiswayo, de los mthethwa. Durante las guerras decisivas por la dominación de lo que se convertiría en Zululandia, Shaka,  reguló y perfeccionó algunas de las técnicas y tácticas ngnis. Impulsado por la ambición de dominar a todos los grupos que viven en el territorio de los Nguni del Norte, entró en conflicto directo con los ndwandwe de Zwidé. Este último había sido derrotado por Shaka en el curso de dos batallas sucesivas en 1819 y 1820. La victoria de Shaka sobre el ejército de ndwandwe en Mhlatuze no sólo fue un desastre militar para el propio Zwidé, sino que también marcó el colapso de la confederación ndwandwe.
Ante la derrota, una parte importante de la confederación ndwandwe huyó hacia el norte, liderados por los antiguos generales de Zwidé, y encontraron refugio en lo que hoy es Mozambique. Los jefes de estos grupos residuales eran Soshangane, Zwangendaba y Nqaba. El resto del pueblo ndwandwe acabó bajo la autoridad de Sikunyane y convertido en un estado vasallo del soberano zulú.